# Maestro della Leggenda di santa Lucia
Il Maestro della Leggenda di santa Lucia (fl. XV secolo) è stato un pittore fiammingo della fine del XV secolo, attivo a Bruges tra il 1475 circa e il 1507.

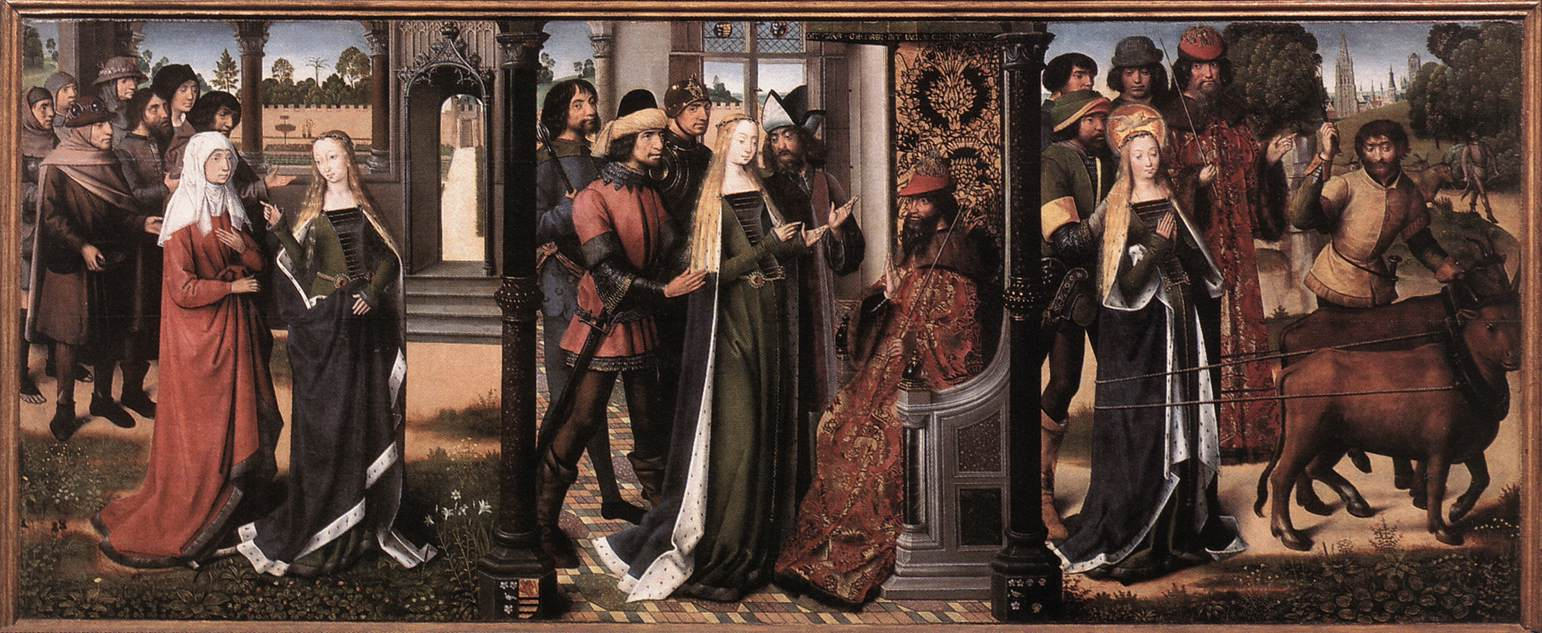
Trittico della leggenda di santa Lucia, 1480

Maestro anonimo tra i Primitivi fiamminghi, deve il nome a un trittico datato 1480 con la Leggenda di santa Lucia nella chiesa di San Giacomo a Bruges. In passato era anche noto come Maestro di Bruges del 1480. Attorno al suo nome, su base stilistica, sono stati raccolti una decina di dipinti, in cui è evidente la derivazione (se non la copia) di composizioni ideate da Rogier van der Weyden e Hans Memling.